# Amazonsaurus maranhensis
Amazonsaurus maranhensis ("Amazon-ödla från Maranhão") är en art av dinosaurier som tillhör släktet Amazonsaurus, en diplodocoid från äldre delen av kritaperioden i det som idag är Sydamerika. Den var en fyrbent växtätare med stor kropp, lång hals och en pisksnärtsvans. Även om mer derived diplodocoider var några av de längsta djuren som någonsin funnits var Amazonsaurus troligen inte längre än 12 meter lång.

## Namn
Trots att andra dinosaurier har hittats i Brasilien är Amazonsaurus det första namngivna släktet i territorierna runt Amazonbäckenet. Släktnamnet härstammar från Amazon-region och det grekiska ordet σαυρος/sauros, som betyder 'ödla'. Det finns en döpt art, A. maranhensis, som är namngiven efter den brasilianska staten Maranhão. Både släkte och art namngavs år 2003 av de brasilianska paleontologerna Ismar de Souza Carvalho och Leonardo dos Santos Avilla, samt deras argentinske kollega Leonardo Salgado.

## Fynd
Fossil av Amazonsaurus, det vill säga några rygg- och svanskotor, revben och fragment efter bäckenbenet, är de enda identifierbara resterna av dinosaurier från Itapecuru-formationen i Maranhão. Denna geologiska formation dateras tillbaka till aptian- och albianepokerna under kritaperioden, mellan 125 och 100 miljoner år sedan. Amazonsaurus grävdes fram ur sediment som geologer tolkar som avlagringar av en flodslätt nära ett floddelta.

## Klassificering
De höga ryggkotorna i svansen hos Amazonsaurus liknar de hos en diplodocoid, men eftersom resterna efter det enda kända exemplaret är så fragmentariska gör det svårt att placera A. maranhensis mer specifikt inom överfamiljen Diplodocoidea. Emellertid föreslår vissa drag av dess kotor att den kan ha varit en sen medlem av en linje basala diplodocoider. Åtminstone en kladistisk analys visar att Amazonsaurus var mer derived än rebbachisauriderna, men mer basal till dicraeosauriderna och diplodociderna inom Diplodocoidea (Salgado o. a., 2004).

## Biogeografi
Basala diplodocoider har hittats på flera ställen i Sydamerika, men även norra Afrika, under äldre krita, jämte titanosaurier, carcharodontosaurider och spinosaurider. Vid yngre krita hade diplodocoiderna dött ut, medan titanosaurierna snabbt blev fler. De köttätande theropodfamiljerna under äldre krita ersattes också av abelisauriderna på de södra kontinenterna under yngre krita (Carvalho o. a., 2003; Novas o. a., 2005).